# Arkadi Wladimirowitsch Tyrkow
Arkadij Wladimirowitsch Tyrkow (russisch Аркадий Владимирович Тырков, wiss. Transliteration Arkadij Vladimirovič Tyrkov; * 11. Februar 1859 in Sankt Petersburg; † 18. Februar 1924 in Bor (Russland)) war ein russischer Adliger und Mitglied in der konspirativen Vereinigung Narodnaja Wolja (Volkswille).
Tyrkow trat als Student der Sankt Petersburger Universität in die Narodnaja Wolja ein und beteiligte sich an der Vorbereitung des Attentats auf Alexander II. am 1. Märzjul. / 13. März 1881greg.. Er wurde verhaftet, entging jedoch einem Prozess seelischer Krankheit wegen. Nach einer Genesung wurde er 1884 für unbefristete Zeit nach Sibirien verbannt. Tyrkow kehrte nach 1905 in den europäischen Teil Russlands zurück, betätigte sich fortan als Wissenschaftler und Literat und schrieb seine Memoiren.
In der Oktoberrevolution wurde auch Tyrkovs Gutsbesitz enteignet. Mitte 1920 ordnete jedoch Lenin persönlich an, dem offensichtlich notleidenden Tyrkov und seiner Familie etwas Ackerfläche und Vieh aus seinem ehemaligen Besitz zur Verfügung zu stellen – aufgrund seiner revolutionären Verdienste bei der Ermordung des Zaren.
Der Stammbaum der Familie Tyrkow kann bis zum Ende des 16. Jahrhunderts zurückverfolgt werden. Die Familie war adlig, besaß viele Leibeigene und Grundstücke. Offensichtlich hatten die Tyrkows ihren Stammsitz in Wergescha, einem Ort zwischen Sankt Petersburg und Nowgorod am Fluss Wolchow. Dort befindet sich auch das Familiengrab auf dem 1981 ein Grabstein zum Andenken an Arkadi Wladimirowitsch Tyrkow aufgestellt wurde.